# Divide (Colorado)
Divide es un lugar designado por el censo ubicado en el condado de Teller en el estado estadounidense de Colorado. En el Censo de 2010 tenía una población de 127 habitantes y una densidad poblacional de 145,94 personas por km².

## Geografía
Divide se encuentra ubicado en las coordenadas 38°56′42″N 105°9′43″O / 38.94500, -105.16194. Según la Oficina del Censo de los Estados Unidos, Divide tiene una superficie total de 0.87 km², de la cual 0.87 km² corresponden a tierra firme y (0%) 0 km² es agua.

## Demografía
Según el censo de 2010, había 127 personas residiendo en Divide. La densidad de población era de 145,94 hab./km². De los 127 habitantes, Divide estaba compuesto por el 95.28% blancos, el 0% eran afroamericanos, el 1.57% eran amerindios, el 2.36% eran asiáticos, el 0% eran isleños del Pacífico, el 0% eran de otras razas y el 0.79% pertenecían a dos o más razas. Del total de la población el 2.36% eran hispanos o latinos de cualquier raza.